# Brothers in Arms: Earned in Blood
Pour les articles homonymes, voir Brothers in Arms.
Brothers in Arms: Earned in Blood est la suite immédiate de Brothers in Arms: Road to Hill 30. Ce jeu utilise le moteur Unreal Engine 2.5.
Le jeu a été adapté sur téléphone mobile par Gameloft.

## Synopsis
Dans ce jeu, le joueur incarne le sergent Joe Hartsock (surnommé Red à cause de ses cheveux) au moment de l'invasion du Jour J jusqu'à la prise de Saint-Sauveur-le-Vicomte.
Le jeu se déroule sous forme de flash-back : le sergent Hartsock est interrogé par le colonel Marshall et lui relate tous les éléments essentiels de sa propre expérience du Jour-J lors de son saut de nuit jusqu'à la prise de Saint-Sauveur-le-Vicomte avec l'aide de la 82e aeroportée.

## Système de jeu
Le gameplay reprend celui du jeu précédent, à savoir commander sa propre section, diriger un char, etc.